# Hipertrofična stenoza pilorusa
Hipertrofična stenoza pilorusa je ekstremne stenoze pilorusnog kanala kao posledica hipertrofije glatkog mišića pilorusa. Ona onemogućava pražnjenje želuca i manifestuje se klasičnom kliničkom slikom — progresivnim povraćanjem u mlazu kao jednim od vodećih simptoma. Spada u češće anomalije digestivnog sistema, a javlja se u uzrastu od četvrte do šeste nedelje života novorođenčadi.
Ultrazvučna dijagnostika je metoda izbora za definitivnu dijagnozu bolesti. Danas ova bolest nema visoki rizik jer ne predstavlja problem ni u dijagnostici ni u postupku samog lečenja (koje je hirurško — zasnovano na piloromiotomiji — uzdužnoj inciziji mišićnog sloja želuca uz oslobađanje sluzokože do prolapsa). Učestalost komplikacija je niska, ali kako operacija nosi određeni rizik preporučuje se njeno izvođenje u centrima sa dečjom hirurgijom, opremljenom za lečenje mogućih komplikacija i intenzivno zbrinjavanje trbuha.

## Anatomija i fiziologija želuca
Želudac (lat. gaster) je prošireni deo digestivnog sistema između jednjaka i tankog creva. Namenjen je za skupljanje hrane koju hemijski i mehanički priprema za varenje i prelazak u dvanaestopalačno crevo ''(lat. duodenum).
Kod većine ljudi, oblik želuca slična je slovu J mada njegov oblik i položaj mogu znatno varirati zavisno od tipa tela i čak varirati kod iste osobe kao rezultat pokreta tokom respiracije, sadržaja želuca ili položaja osobe (npr pri ležanju ili stajanju).
Želudac meša u njemu skladištenu hranu, a njegova glavna funkcija je enzimatsko varenje. Želudačni sok pretvara masu hrane u polutečnu mešavinu, koja prolazi relativno brzo u dvanaestopalačno crevo.
Prazan želudac je samo nešto veći nego debelo crevo, ipak, sposoban je da se znatno proširi i u svom luenu primi 2 do 3 litara hrane. Želudac novorođenčeta, veličine limuna, može se proširiti za prihvat do 30 mL majčinog mleka.
Želudac se anatomski sastoji od četiri dijela.
- Početni deo (lat. pars cardiaca) je deo želuca koji okružuje kardijalni otvor (lat. antrum cardiacum).
- Fundus je prošireni superiorni deo povezan sa levom kupolom dijafragme, naviše je ograničen horizontalnom površinom kardijalnog otvora. Donji deo fundusa obično doseže nivo levog,m petog međurebarnog prostora. Incizura kardiaka nalazi se između jednjaka i fundusa želuca. Fundus se može proširiti gasovima, tečnošću, hranom ili bilo kojom kombinacijom ovih sastojaka.
- Telo želuca (lat. corpus) najveći je deo i nalazi se između fundusa i antruma pilorusa. Želudac ima i dve krivine, curvatura minor gastris, koja čini kraću konkavnu granicu želuca. Incisura angularis oštri je usek na približno dve trećine udaljenosti duž manjeg zavoja koji označava spoj tela i piloričnog dela želuca. Curvatura major gastris je dugačka konveksna granica želuca.
- Pilorus je izlazni deo želuca, a njegov široki deo, antrum (lat. antrum pyloricum) sužava se u pilorični kanal. Pilorus (grč. čuvar vrata) distalna je sfinkterska regija označena zadebljanjem kružnog sloja glatkih mišića koji kontrolišu otpuštanje želudačnog sadržaja kroz pilorični otvor u dvanaestopalačno crevo.

Pražnjenje želuca
Periodično pražnjenje želuca događa se kada intragastrični pritisak nadvlada otpor pilorusa. Normalno je da tonička kontrakcija zatvara pilorični otvor, koji je sužen, osim kada propušta sadržaj. U pravilnim razmacima, gastrična peristaltika prenosi sadržaj želuca kroz pilorični kanal i otvor u tanko crevo za dalje mešanje, varenje i apsorpciju.

## Epidemiologija
Javlja se sa incidencijom od 1,5 do 4 na 1.000 živorođene dece. Češća je kod muškog pola — sa muško ženskim odnosom 2–5 : 1.

## Etiopatogeneza
Definitivan uzrok hipertrofične stenoze pilorusa nije jasan. Zna se da nastaje kod protrahovanog pilorospazma i da uticaj za nastajanje mogu imati retke i nezrele ganglijske ćelije u zidu pilorusa.
Progredijentna stenoza pilorusnog kanala uzrokuje snažne peristaltične talase želuca, koji dovode do elongacije njegovog antruma i zadebljanja zida dvostruko više nego što je normalno.

## Klinička slika
Hipertrofična stenoza pilorusa klinički se manifestuje povraćanjem posle obroka, koje počinje u 3. ili 4. nedelji života i koje je u početku 2–3 puta dnevno. Broj povraćanja se sa progresijom bolesti povećava, a vreme od obroka do povraćanja skraćuje tako da odojče u fazi razvijene bolesti povraća posle svakog obroka. Povraćanje je u mlazu i bez primesa žuči i ukoliko takvo stanje duže traje dovodi do dehidratacije, gubitka u težini, elektrolitnog disbalansa: hipohloremije, hiponatremije i letargije.

## Dijagnoza
Dijagnoza se postavlja kliničkim i ultrazvučnim pregledom, dok se nekadašnja, radiografska dijagnostička metoda – kontrastna pasaža gastroduodenuma – sve ređe koristi.
Kliničkim pregledom u stanju mirovanja odojčeta može se kroz prednji trbušni zid palpirati hipertrofičan pilorus, oblika masline, na spoljašnjoj ivici desnog pravog trbušnog mišića (m. rectus abdominisa), ispod ivice jetre.
Dijagnoza se potom potvrđuje ultrazvučnim pregledom, kojim se mogu lako odrediti dimenzije hipertrofičnog pilorusnog mišića, kao i promer suženog pilorusnog kanala.
Radiografskom kontrastnom metodom dijagnoza hipertrofične stenoze pilorusa se postavlja na osnovu postojanja tankog, Duhamelovog končića, kontrasta u suženom pilorusnom kanalu.

## Diferencijalna dijagnoza
Na osnovu tipične anamneze i pomenutih metoda, dijagnoza hipertrofične stenoze pilorusa može se lako i egzaktno postaviti, mada diferencijalno dijagnostički u obzir najčešće mogu doći:
| Bolest                         | Osnovne karakteristike bolesti |
| ------------------------------ | --- |
| Gastroezofagealni refluks      | - Radi se o fiziološkom refluksu kod novorođenčadi koji je uobičajen i karakteriše se povraćanjem bez napora kod inače zdravog djeteta. - Ponekad se povraćanje izazvano refluksom čini forsiranim. - Fiziološko povraćanje nije povezano sa elektrolitskim disbalansom i ima tendenciju hroniciteta bez znakova progresije i retko je povezano s gubitkom na telesnoj težini. |
| Intolerancija na kravlje mleko | - Intolerancija na kravlje ili sojino mleko manifestuje se kolitisom (stolicom s primesama krvi), koja može zahvatiti i tanko crevo (enteropatija). - Manifestuje se ponavljajućim povraćanjem. - Krvava stolica i upotreba kravljeg mleka ili sojinih proteina (kroz dodatnu ishranu) u anamnezi upućuje na ovu dijagnozu. |
| Adrenalna kriza                | - Novorođenčad sa adrenalnom insuficijencijom mogu imati adrenalnu krizu koja se karakteriše povraćanjem i dehidracijom. - Ovo stanje je životno ugrožavajuće i zahteva hitnu evaluacija i lečenje. - Glavne karakteristike adrenalne krize su disproporcionalna hipotenzija i hiperkalijemiska acidoza za razliku od hipokalijemiske alkaloze koja se uočava kod hipertrofične stenoze pilorusa. - Najčešći uzrok adrenalne insuficijencije u odojčeta je kongenitalna adrenalna hiperplazija (skraćeno KAH). - Kod djevojčica sa KAH uočava se virilizacija ili dvosmislena polnost, a kod dečaka se obično ne vide neke naročite promene. |
| Opstrukcija creva              | - Uzroci opstrukcije creva kod odojčadi mogu biti malrotacija (sa ili bez zavezanih creva), Hirschprungova bolest ili intususcepcija. - Na opstrukciju creva treba posumnjati kod dece s bilioznim povraćanjem i distenzijom trbuha naročito ako se na perkusiju čuje timpanizam ili se primeti krv u stolici. - Ako se sumnja na opstrukciju creva dijagnoza se najčešće postavlja anamnezom, a potvrđuje radiološkim testovima uključujući i nativni snimak trbuha. |
| Bolest jetre                   | - Bbolest jetre kod odojčadi ispoljava se simptomima nalik hipertrofičnoj stenozi pilorusa, uključujući povraćanje, slab prirast težini i žuticu. - Odojčad sa bilijarnom atrezijom može imati aholičnu stolicu. - Kod odojčadi s konjugovanom hiperbilirubinemijom trebalo bi posumnjati na bolest jetre, uključujući bilijarnu atreziju, bilijarnu cistu i metaboličke poremećaje. |

## Terapija
Medikamentna terapija
Neoperativno lečenje može se zasnivati na primeni atropina, u slučajevima manje izražene hipertrofične stenoze, do 5 mm debljine pilorusnog mišića, i korekciji
dehidracije i hipohloremijske alkaloze primenom intravenskih infuzija.
Intravenska i oralna upotreba atropina može se primeniti za lečenje stenoze pilorusa ali je njena uspešnost oko 85-89% koja je nešto niža u poređenju sa 100% uspehom piloromiotomije, i zahteva produženu hospitalizaciju i stručnu njegu i nadzor tokom lečenja. Primena atropina, uz balon dilataciju pilorusa, u načelu je alternativno hirurško lečenju bolesnika kod koga su anestezija i hirurški zahvat kontraindikovani.
Odojčad sa normalnim nalazom elektrolita i blagom dehidracijom, kao što je to u 60% slučajeva, trebala bi dobiti intravensku nadoknadu tečnostima kao što je 5% glukoza sa 0,22% NaCl i 2 mmol/L KCl na 100 mL. Odojčad sa srednjim stepenom dehidracije zahtevaju intenzivniju nadoknadu tečnosti s većim koncentracijama NaCl i to 0,45% NaCl ili normalan 0.9% rastvor NaCl i to s većim obimom protoka 1,5 do 2 puta bržim nego normalno, a ponekad se to kombinuje i s bolusom tečnosti. U teškom obliku dehidracije treba proceniti stanje bubrega pre nego se krene s nadoknadom kalijuma. Ako je prisutna alkaloza, ona se treba korigovati pre operativnog zahvata jer je povezana sa povećanim rizikom od nastanka postoperativne apneje.
Hirurška terapija
Ukoliko medikamentna terapija nema efekta i ukoliko je debljina pilorusnog mišića veća od 5 mm, lečenje je hirurško. Uobičajena operativna tehnika je klasična otvorena ekstramukozna piloromiotomija po Fredet Ramstedtu.
Laparoskopska tehnika danas je uveliko zamenila otvorenu tehinku. Sastoji se od klasične laporoskopske tehnike ili cirkularnog reza oko pupka. Ova vrsta operacija traje nešto duže ali je kozmetički puno prihvatljivija. U poređenju sa starom otvorenom tehnikom laparoskopska tehnika ima podjednake komplikacije osim značajno manje učestalosti infekcije rane.

## Prognoza
Ukoliko se lečenje preduzme na vreme, prognoza bolesti je dobra.

## Spoljašnje veze
|  | Molimo Vas, obratite pažnju na važno upozorenje u vezi sa temama iz oblasti medicine (zdravlja). |